# Marquesado de Loja
El marquesado de Loja es un título nobiliario español, concedido por la reina Isabel II mediante real decreto de 1 de mayo de 1868, de que se libró real despacho el 28 de mayo de 1868 a favor de Carlos Marfori y Callejas.

## Denominación
Su denominación hace referencia a la localidad de Loja, en la provincia de Granada.

## Marqueses de Loja
|                        | Titular                                   | Periodo                |
| Creación por Isabel II | Creación por Isabel II                    | Creación por Isabel II |
| ---------------------- | ----------------------------------------- | ---------------------- |
| I                      | Carlos Marfori y Callejas                 | 1868-1868              |
| II                     | Fernando de Campos y Fernández de Córdoba | 1868                   |
| III                    | Alfonso de Campos y Fernández de Córdoba  | 1898                   |
| IV                     | Ildefonso de Campos y Blanco              | 1962                   |
| V                      | Alfonso de Campos y Romero de Juseu       | 1984-Actual titular    |

## Historia de los marqueses de Loja
- i marqués: Carlos Marfori y Callejas (1821-1892), ministro de la Corona, gobernador de Madrid, diputado a Cortes por Loja y senador del Reino vitalicio, entre otros cargos relevantes, mencionado como uno de los amantes de la reina. Contó siempre con la amistad de la reina y fue muy amigo de Narváez, lo que le llevó a enemistarse con gran número de personas, siendo objeto de críticas infundadas. Renunció al título de marqués, cediendolo a su hijastro Fernando De Campos y Fernández de Córdoba, que se convirtió en el ii marqués de Loja. Carlos Marfori y Callejas fue uno de los muchos nobles que, voluntariamente, prefirieron abandonar España para acompañar a la reina Isabel II a su exilio en Francia, cuando esta fue derrocada.

1. Casó con María de la Concepción Fernández de Córdoba y Campos.

Le sucedió por cesión, en 1868, su hijastro:
- ii marqués: Fernando de Campos y Fernández de Córdoba.

1. Casó con Teresa Fernández de Córdoba y Gaya.

Le sucedió su hijo: 
- iii marqués: Alfonso de Campos y Fernández de Córdoba.

1. Casó con Francisca de Paula Blanco y Cantero.

Le sucedió su hijo: 
- iv marqués: Ildefonso de Campos y Blanco.

1. Casó con María Josefa Romero de Juseu y Armenteros. Hija de José Romero de Juseu y Lerroux y de su esposa María Josefa Armenteros de Peñalver, vi marquesa de Casa Peñalver y vi marquesa de Cárdenas de Montehermoso.

Le sucedió su hijo: 
- v marques: Alfonso de Campos y Romero de Juseu.

ACTUAL MARQUÉS DE LOJA